# Cornouaille (cidre)
Pour les articles homonymes, voir Cornouailles (homonymie).
Le cidre Cornouaille est une appellation d'origine protégée donnée à un cidre produit à partir de variétés de pommes locales traditionnelles du Finistère sud. Cette aire géographique correspond au sud de l'ancien comté de Cornouaille et à la vallée de l'Aulne. 

## Histoire liée à la production de cidre en Bretagne
Dès le VIe siècle, la culture du pommier est pratiquée dans cette région ; en attestent les récits de la vie de saint Guénolé, le fondateur de l'abbaye Saint-Guénolé de Landévennec, située dans la vallée de l'Aulne. 
Au début du XIVe siècle, la production de cidre se développe grâce à l'introduction de nouvelles variétés de pommes favorisée par les relations commerciales maritimes favorables avec l'Espagne et l'Afrique du Nord.
Sa notoriété écrite reconnue apparaît dès la fin du XIXe siècle et perdure au XXe siècle, malgré les changements du monde rural et deux guerres mondiales successives de cette époque,.
Le cidre AOP Cornouaille fait partie des cidres de Bretagne. Le label s'inscrit dans une démarche économique, pour que la route du cidre devienne une route touristique,,.

## Saveur caractéristique
Sa richesse particulière en tanins est liée aux variétés de pommes sélectionnées dès le XIVe siècle, provenant de Galice en Espagne et d'Afrique du Nord. Les tanins lui procurent ses propriétés organoleptiques reconnues avec une couleur d'un roux brun orangé mais aussi des qualités antiseptiques ainsi qu'une garantie de fermentation mieux contrôlée et une meilleure clarification des moûts.
Il s'agit d'un cidre bouché et non pasteurisé, non gazéifié, non édulcoré, produit à partir de jus de pomme à cidre de variétés au type amère, douce-amère, douce et acidulée.

## Appellation d'origine protégée
Dans les années 1980, à la suite du remembrement qui a entrainé une suppression d'un grand nombre de pommiers, pour maintenir une production malgré cela, les cidreries incitent les agriculteurs à planter des pommiers à rendement rapide. De plus, un décret publié en 1987,  autorise l'ajout d'une part de jus concentrés. Ces deux éléments incitent les producteurs de la région de Fouesnant à protéger la fabrication traditionnelle pour éviter une baisse de la qualité du cidre.
Depuis 1996, ce cidre bénéficie d'une reconnaissance de qualité et de savoir-faire acquis par les producteurs de la région via un label de qualité français d'appellation d'origine contrôlée (AOC) puis depuis 1997 du label européen d'appellation d'origine protégée (AOP),.
Pour bénéficier de l'appellation, la soixantaine de producteurs adhérents environ doivent respecter le cahier des charges établi par le Comité Cidricole de Développement et de Recherche Fouesnantais et Finistérien (CIDREF). Le cahier des charges impose le respect de certaines conditions avec entre autres ; l'irrigation et la fertilisation azotée organique ou minérale sont interdites. Les vergers sont identifiés avec un rendement limité, un processus de fabrication contrôlé avec une effervescence naturelle, suivi d'une prise de mousse en bouteille naturelle. Les pommes sont ramassées à la main avec un agrément de chaque lot avant sa mise sur le marché. Il s'agit du premier cidre ayant obtenu une AOC en Bretagne qui concerne 38 communes des bords de mer autour de Quimper, ce qui constitue l'extension géographique de l'appellation.